# Toxorhynchites richenbachi
Toxorhynchites richenbachi är en tvåvingeart som beskrevs av Ribeiro 1991. Toxorhynchites richenbachi ingår i släktet Toxorhynchites och familjen stickmyggor.
Artens utbredningsområde är Kamerun. Inga underarter finns listade i Catalogue of Life.